# Пере-Бель-Эр
Пере́-Бель-Эр (фр. Péret-Bel-Air, окс. Peret) — коммуна во Франции, находится в регионе Лимузен. Департамент — Коррез. Входит в состав кантона Меймак. Округ коммуны — Юссель.
Код INSEE коммуны — 19159.
Коммуна расположена приблизительно в 380 км к югу от Парижа, в 75 км юго-восточнее Лиможа, в 32 км к северо-востоку от Тюля.

## Население
Население коммуны на 2008 год составляло 103 человека.
| 1962 | 1968 | 1975 | 1982 | 1990 | 1999 | 2008 |
| ---- | ---- | ---- | ---- | ---- | ---- | ---- |
| 116  | 121  | 108  | 84   | 76   | 87   | 103  |

## Администрация
| Период | Период | Фамилия      | Партия | Примечания |
| ------ | ------ | ------------ | ------ | ---------- |
| 2001   | 2011   | Пьер Лестрад |        |            |
| 2011   |        | Денис Рену   |        |            |

## Экономика

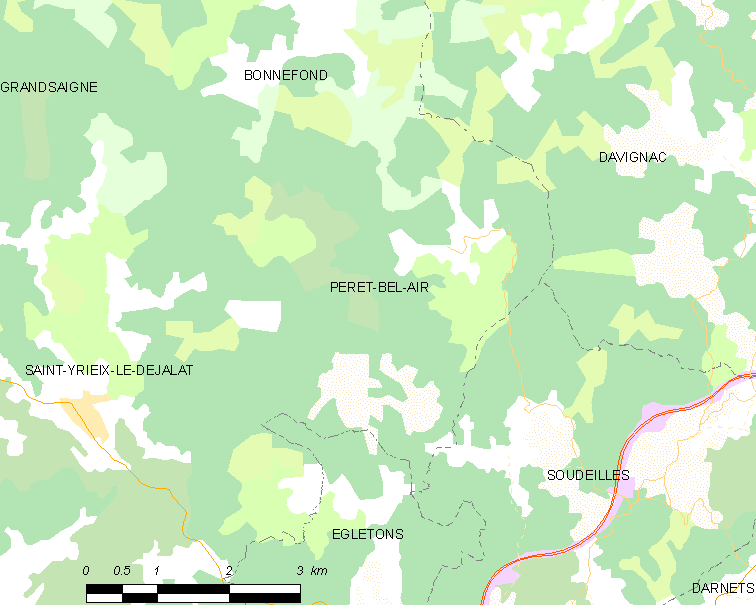
Карта коммуны

В 2007 году среди 53 человек в трудоспособном возрасте (15-64 лет) 41 были экономически активными, 12 — неактивными (показатель активности — 77,4 %, в 1999 году было 63,3 %). Из 41 активных работали 36 человек (18 мужчин и 18 женщин), безработных было 5 (2 мужчин и 3 женщины). Среди 12 неактивных 2 человека были учениками или студентами, 6 — пенсионерами, 4 были неактивными по другим причинам.